# Paolo Ungari
Paolo Ungari (Milano, 25 maggio 1933 – Roma, 6 settembre 1999) è stato un politico e intellettuale italiano.

## Biografia
Laureato in giurisprudenza presso l'Università di Roma nel 1957, è stato consigliere parlamentare della Camera dei deputati. Fu professore ordinario di Storia del diritto italiano - ed in alcuni anni accademici docente di Diritti dell'uomo - presso la facoltà di Scienze Politiche della Libera università internazionale degli studi sociali Guido Carli; di tale facoltà fu dal 1981 al 1986 vicepreside, e dal 1986 al 1992 preside; vi diresse anche la Scuola di specializzazione in Giornalismo e comunicazioni di massa, nonché il Centro di ricerca e di studio sui diritti dell'uomo. Insegnò anche Storia delle codificazioni moderne presso la facoltà di Giurisprudenza della medesima LUISS.
Fu direttore dell'Istituto di studi storico-politici, nonché dell'Osservatorio sull'editoria del Centro di Ricerca per il Diritto d'Impresa (CERADI) della LUISS. Fu componente del Consiglio direttivo della Scuola superiore del Ministero dell'Interno e di quello della Commissione nazionale italiana per l'UNESCO. Esponente del Partito Radicale prima e del Partito Repubblicano Italiano poi, è stato Presidente della Commissione per i diritti umani della Presidenza del Consiglio durante il governo Craxi e della Commissione contro l'antisemitismo e la xenofobia del Consiglio d'Europa.

### Decesso
Sulle cause del suo decesso, avvenuto un fine settimana di settembre per la caduta nella tromba dell'ascensore al terzo piano del palazzo in piazza d'Aracoeli in cui aveva sede una delle riviste cui collaborava, la Procura della Repubblica di Roma ha proposto decreto di archiviazione, che potrebbe aver fugato i sospetti pure affacciati da più parti.
Viene sepolto nel cimitero acattolico di Roma. La sua ultima richiesta viene rispettata ed è così che sulla sua lapide si legge solo il seguente epitaffio: Maestro massone.

### Massoneria
Fu iniziato in Massoneria il 16 maggio 1978 presso la Loggia di Roma Carlo Pisacane di Ponza-Hod, n.160 del Grande Oriente d'Italia, loggia di cui divenne Maestro Venerabile nel 1987.
Nel 2001 il Grande Oriente d'Italia gli ha conferito alla memoria il titolo di Gran Maestro Onorario ed ha intitolato al suo nome la Biblioteca della Villa del Vascello.

## Opere
- Gli studi di storia e di diritto contemporaneo (coautori: Alberto Aquarone e Stefano Rodotà), Edizioni di Comunità, 1968.
- Alfredo Rocco e l'ideologia giuridica del fascismo, Editore Morcelliana, 1974.
- Storia del diritto di famiglia in Italia (1796-1942), Il mulino, 1974.
- Statuti di compagnie e società azionarie italiane (1638-1808): per la storia delle società per azioni in Italia, Giuffrè, 1993.
- Verso un tribunale permanente internazionale sui crimini contro l'umanità: precedenti storici e prospettive di istituzione (coautrice: Maria Paola Pietrosanti Malintoppi), editore EUROMA, 1998.
- Ha inoltre curato nel 1980, per i tipi della Giuffré, l'edizione postuma del volume Socialismo e diritto privato: influenza delle odierne dottrine socialiste sul diritto privato di Gioele Solari (1906).